# Пето (муниципалитет)
Пето (исп. Peto) — муниципалитет в Мексике, штат Юкатан, с административным центром в одноимённом городе. Численность населения, по данным переписи 2010 года, составила 24 159 человек.

## Общие сведения
Название Peto с майянского языка можно перевести как лунная корона.
Площадь муниципалитета равна 1055 км², что составляет 2,65 % от общей площади штата, а наивысшая точка — 60 метров над уровнем моря, расположена в поселении Ла-Колина.
Он граничит с другими муниципалитетами Юкатана: на севере с Тахцью и Яшкабой, на востоке c Чикинцонотом, на западе с Цукакабом и Чаксинкином, а также на юго-востоке граничит с муниципалитетами штата Кинтана-Роо.

## Учреждение и состав
Муниципалитет был образован в 1918 году, в его состав входит 55 населённых пунктов, самые крупные из которых:
| Код INEGI                  | Населённый пункт                                                          | Численность населения (2005 год) | Численность населения (2010 год) |
| -------------------------- | ------------------------------------------------------------------------- | -------------------------------- | -------------------------------- |
| 058                        | Всего                                                                     | 22386                            | 24159                            |
| 0001                       | Пето (исп. Peto) 20°07′32″ с. ш. 88°55′17″ з. д. (административный центр) | 18177                            | 19821                            |
| 0048                       | Шой (исп. Xoy) 20°07′22″ с. ш. 88°58′15″ з. д.                            | 684                              | 714                              |
| 0051                       | Яшкопиль (исп. Yaxcopil) 20°03′58″ с. ш. 88°54′25″ з. д.                  | 389                              | 459                              |
| 0040                       | Тишхуалатун (исп. Tixhualatún) 20°10′42″ с. ш. 88°53′08″ з. д.            | 353                              | 383                              |
| 0014                       | Папакаль (исп. Papacal) 20°09′11″ с. ш. 88°49′00″ з. д.                   | 335                              | 341                              |
| 0060                       | Хустисия-Сосьяль (исп. Justicia Social) 19°55′51″ с. ш. 88°51′34″ з. д.   | 268                              | 302                              |
| 0018                       | Прогресито (исп. Progresito) 20°05′20″ с. ш. 88°50′59″ з. д.              | 322                              | 281                              |
| 0037                       | Темосон (исп. Temozón) 20°04′09″ с. ш. 88°55′43″ з. д.                    | 247                              | 265                              |
| 0023                       | Сан-Дионисио (исп. San Dionisio) 20°03′01″ с. ш. 88°46′20″ з. д.          | 262                              | 249                              |
| —                          | Прочие                                                                    | 1349                             | 1350                             |
| Названия на карте Генштаба |                                                                           |                                  |                                  |

## Экономика
По статистическим данным 2000 года, работоспособное население занято по секторам экономики в следующих пропорциях:
- сельское хозяйство и скотоводство — 42,6 %:

основные выращиваемые культуры: кукуруза, бобы и арбузы;
животноводство: разведение крупного рогатого скота, свиней и птиц;
- торговля, сферы услуг и туризма — 34,2 %;
- производство и строительство — 22,3 %:

производство одежды и обуви;
- безработные — 0,9 %.

## Инфраструктура
По статистическим данным 2010 года, инфраструктура развита следующим образом:
- протяжённость дорог: 304,8 км;
- электрификация: 94,1 %;
- водоснабжение: 99,1 %;
- водоотведение: 73,6 %.

## Достопримечательности
В муниципалитете можно посетить:
- церковь Сан Хосе, построенную в XVIII веке;
- церковь Сан Антонио, построенную в XVII веке;
- несколько часовен XVII века;
- археологические памятники цивилизации майя — Калотмуль, Тишхуалактун и Шой.

## Фотографии
- Церковь Успения Богоматери
- Ранчо в Яшкопиле